# Люксембург на летних Олимпийских играх 2000
Люксембург принимал участие в Летних Олимпийских играх 2000 года в Сиднее (Австралия) в двадцатый раз за свою историю, но не завоевал ни одной медали. Сборная страны состояла из 7 спортсменов (2 мужчин, 5 женщин).

## Состав олимпийской сборной Люксембурга

### Плавание
Спортсменов — 1
В следующий раунд на каждой дистанции проходили лучшие спортсмены по времени, независимо от места занятого в своём заплыве.
Мужчины
| Спортсмен       | Соревнование | Предварительные заплывы | Предварительные заплывы | Полуфиналы | Полуфиналы | Финал     | Финал     |
| Спортсмен       | Соревнование | Результат               | Место                   | Результат  | Место      | Результат | Место     |
| --------------- | ------------ | ----------------------- | ----------------------- | ---------- | ---------- | --------- | --------- |
| Элвинс де Принс | 100 м брасс  | 1:04,37                 | 39                      | Не прошёл  | Не прошёл  | Не прошёл | Не прошёл |

### Триатлон
Спортсменов — 1
Триатлон дебютировал в программе летних Олимпийских игр. Соревнования состояли из 3 этапов - плавание (1,5 км), велоспорт (40 км), бег (10 км).
Женщины
| Спортсмен        | Соревнование      | Плавание | Велоспорт  | Бег      | Итоговое время | Место | Отставание |
| ---------------- | ----------------- | -------- | ---------- | -------- | -------------- | ----- | ---------- |
| Нэнси Кемп-Арент | личное первенство | 19:42,78 | 1:05:43,30 | 37:48,86 | 2:03:14,94     | 10    | +02:34,42  |